# Indiana University Bloomington
Indiana University Bloomington (zkráceně IUB) je americká státní univerzita v Bloomingtonu v Indianě. Byla založena 20. ledna 1820. V roce 2014 měla 42 566 studentů.
Univerzita je nejdůležitějším místem univerzitního systému v Indianě, do kterého patří mimo centra v Bloomingtone i školy v Richmondu, Kokomo, Gary, South Bend a New Albany. V Indianapolisu a ve Fort Wayne má společné areály s Purdueovou univerzitou.
Patří k nejlepším univerzitám v USA spolu s renomovanými fakultami Kelley School of Business, Jacobs School of Music a Maurer School of Law. Je členem Association of American Universities, asociace severoamerických výzkumných univerzit založené v roce 1900.

## Významní profesoři
- Emil Artin, matematik
- Václav Hlavatý, matematik
- Douglas Hofstadter, fyzik, informatik a filozof
- Alfred Kinsey, psycholog, biolog, etolog, entomolog a zoolog
- Salvador Luria, molekulární biolog, nositel Nobelovy ceny za fyziologii a medicínu
- Hermann Joseph Muller, genetik a zoolog, nositel Nobelovy ceny za fyziologii a medicínu
- Elinor Ostromová, politoložka, nositel Nobelovy ceny
- Burrhus Frederic Skinner, psycholog
- Max August Zorn, matematik

## Významní absolventi
- Joshua Bell, houslista
- David Chalmers, filozof
- Kevin Kline, herec
- Paul O’Neill, bývalý ministr financí
- Jimmy Wales, zakladatel Wikipedie
- James Dewey Watson, biochemik, objevitel struktury DNA, nositel Nobelovy ceny za fyziologii a medicínu